# Ружанисток
Ружанѝсток (на полски: Różanystok) е село в Североизточна Полша, Подляско войводство, Соколски окръг, община Домброва Бялостоцка.
Разположено е в близост до границата с Беларус. Отстои на 8 км югоизточно от общинския център Домброва Бялостоцка, на 29 км северно от окръжния център Сокулка, на 78 км североизточно от войводската столица Бялисток и на 50 км западно от беларуския град Гродно.
Според данни от полската Централна статистическа служба, през 2011 г. населението на селото възлиза на 364 души.
- Графика. Промени в броя на жителите в периода 1988 – 2011 г.[3]

## Забележителности
В регистъра на недвижимите паметници на Националния институт за наследството са вписани:
- Църква „Въведение Богородично“, изградена в 1759 – 1785 г., 1867 г., рег.№ А-51 от 19.09.1964 г.
- Доминикански манастир, днес в него се помещава училище-интернат, изграден в 1759 – 1794 г., XX век, рег.№ А-518 от 19.09.1964 г.
- Църква на православен манастир, изградена в XIX-XX век, рег.№ А-528 от 22.03.1991 г.
- Женски манастир, известен с името „Драпежник“, изграден в края на XIX век, рег.№ А-524 от 22.03.1997 г.
- Вила „Жельона Дача“, дървена, изградена в края на XIX век, рег.№ А-529 от 25.04.1997 г.